# Михаил Груев
Михаил Иванов Груев е български историк и преподавател по съвременна българска история и етнология на етническите групи в Софийския университет „Св. Климент Охридски“, доцент. От 27 февруари 2015 г. е председател на Държавна агенция „Архиви“.

## Биография
Михаил Груев е роден на 25 октомври 1971 г. в София. Завършва специалност „История“ в Софийския университет „Св. Климент Охридски“ през 1994 г. Доктор е по история с дисертация на тема „Българите мюсюлмани в държавната политика на България (1944 – 1959 г.)“ (2001).
Асистент и старши асистент (2002), главен асистент (2003) и доцент (2009) в Катедрата по история на България в Историческия факултет на Софийския университет „Св. Климент Охридски“. Ръководител на катедрата.
Гост-преподавател и в Пловдивския университет „Паисий Хилендарски“. Бил е гост-лектор в университетите в Мюнхен, Саарбрюкен, Белград и др.

### Монографии
- Между петолъчката и полумесеца: Българите мюсюлмани и политическият режим 1944 – 1959. София: Кота, 2003.
- Възродителният процес. Мюсюлманските общности и комунистическият режим. София: Сиела, 2008. (в съавторство с Алексей Кальонски).
- Преорани слогове. Колективизация и социална промяна в Българския северозапад (40-те – 50-те години на ХХ век). София: Сиела, 2009, 362 с.[3]

### По-значими студии и статии
- „Българите мюсюлмани и кемалисткото движение в Родопите (1919 – 1939 г.)“. – В: Модерният историк. София, 1999, с. 218 – 227.
- „За разпространението на хетеродоксния ислям сред българите мюсюлмани“. – сп. Минало, 2, 2000, с. 23 – 30.
- „Някои аспекти на държавната политика към българите мюсюлмани (1944 – 1959 г.)“. – В: Държавността в историята. Алманах Полемика. София, 2001, с. 126 – 138.
- „Организационно развитие и структура на Демократическата партия през първото десетилетие на 20 век“. – сп. История, 2001, кн. 5 – 6, с. 26 – 29.
- „Българите мюсюлмани и новият режим 1944 – 1948 г.“. – В: Годишник на СУ – Исторически факултет, т.93 – 95, 2003, с. 235 – 291.
- „Паспортизацията от 1953 г. и българите мюсюлмани“. – В: Иронията на историка. Сборник в памет на проф. Милчо Лалков. Съст. Искра Баева. София, 2004, с. 210 – 222.
- „Комунистическият елит в България – генезис и еволюция“. – сп. Разум, 2005, кн.1, с. 15 – 24.
- „Людмила Живкова – пътят към „Агни йога“. – Във: Преломни времена. Юбилеен сборник в чест на 65-годишнината на проф. Л. Огнянов. Съст. Е. Калинова, М. Груев, Л. Зидарова. София: Университетско издателство „Св. Климент Охридски“, 2006, с. 796 – 816.
- „Добричкото военно гробище като място на паметта“. – Във: Мир и конфликти в Югоизточна Европа. Кюстендилски четения 2005 г.. Съст. В. Станев. Велико Търново, 2006, с. 175 – 189.
- „Етнодемографски процеси в Карнобатския край в ново и най-ново време“. – Във: Култура на севернокарнобатските села – традиции и съвременност. Сборник в памет на проф. д-р Делчо Тодоров. Съст. М. Василева и др. Варна: Зограф, 2008, 208 – 221.
- „Към въпроса за съдбата на задругата (Още едно алтернативно обяснение)“. – Във: В света на човека. Сборник в чест на проф. Иваничка Георгиева. Състав. Джени Маджаров и Кр. Стоилов, София: Университетско издателство „Св. Климент Охридски“, 2008, с. 331 – 345.
- „Българомюсюлманските (помашки) идентичности – опит за типологизация“. – Във: Етнически и културни пространства на Балканите. Ч. ІІ – Съвременност – етноложки дискурси. Сборник в чест на проф. Цветана Георгиева. Състав. Св. Иванова. София: Университетско издателство „Св. Климент Охридски“, 2008.
- „Щрихи към политическата биография на Петко Каравелов“. – сп. История, 2009, кн.4, с. 19 – 26.
- „Политическото развитие на България през 50-те – 80-те години на ХХ век“. – Във: История на Народна република България. Режимът и обществото. Ред. Ивайло Знеполски. София: Сиела, 2009, с. 131 – 179.
- „Колективизация и социална промяна в българското село (40-те – 60-те години на ХХ век)“. – Във: История на Народна република България. Режимът и обществото. Ред. Ивайло Знеполски. София: Сиела, 2009, с. 338 – 367.
- „Демографски тенденции и процеси в България в годините след Втората световна война“. – Във: История на Народна република България. Режимът и обществото. Ред. Ивайло Знеполски. София: Сиела, 2009, с. 368 – 394.

### Учебници и учебни помагала
- „Geschichte fuer 8. Klasse. Учебник за гимназиите с преподаване на немски език“. София, 1998 (в съавторство с колектив).
- „Geschichte fuer 9. Klasse. Учебник за гимназиите с преподаване на немски език“. София, 2003 (в съавторство с Л. Панова).
- „Трябва ли да се страхуваме от нашите съседи? Учебно помагало“. София, 2004 (в съавторство с колектив).
- „История и цивилизация за 6. клас. Учебник за общообразователните училища“. София, 2007 (в съавторство с колектив).
- „Въпроси и задачи за матура по История и цивилизация. Учебно помагало“. София: Стандарт, 2009, 247 с. (в съавторство с колектив)
- „История и цивилизации за 9. клас и втора част за 9. клас при обучение с интезивно изучаване на чужд език“. София: Просвета (в съавторство с Борис Стоянов, Кирил Славчев и Явор Сидеров)